# Нижнепавлушкино
Нижнепавлушкино — село в Бугурусланском районе Оренбургской области, административный центр Нижнепавлушкинского сельсовета.

## География
Находится на расстоянии примерно 45 километров на северо-восток от центра города Бугуруслан.

## История
Село основано в 1795 году мордвой-эрзя из деревни Мукатаевой Стерлитамакского округа .Мордовское название - Вишка Павол Веле.

## Население
Население составляло 296 человек в 2002 году (мордва 88%), 194 по переписи 2010 года. 